# Резвой, Модест Дмитриевич
Модест Дмитриевич Резво́й (22 октября [3 ноября] 1807, Ямбургский уезд, Санкт-Петербургская губерния — 7 [19] сентября 1853, Санкт-Петербург) — русский инженер-полковник и общественный деятель из рода Резвых, более известный как просвещённый знаток словесности, музыковед и художник. Почётный член (1839) и секретарь (1844) Императорской Академии художеств. Член-корреспондент Петербургской академии наук (1843).

## Краткий биографический очерк
Родился 22 октября (3 ноября) 1807 года в Ямбургском уезде в семье героя 1812 года Д. П. Резвого. Получил образование в Главном инженерном училище, где по окончании полного курса учения в 1825 году был «записан на почётную доску в конференц-зале». По окончании училища назначен на службу в С.-Петербургскую Инженерную команду и с ноября 1826 года преподавал историю в «верхних» (то есть старших) классах Инженерного училища.
В 1828 году гвардии инженер-поручик, в 1833 году произведён в капитаны и тогда же участвовал в хронометрической экспедиции в Балтийском море, под начальством генерал-лейтенанта Ф. Ф. Шуберта. В 1835 году по болезни был уволен и переведен (13 января 1836 года) в Корпус инженеров военных поселений. В 1837 году уволился, выйдя в отставку в чине коллежского асессора.
В 1838 году определился в Инженерный департамент начальником Первого строительного отделения, в 1840 году произведен был в надворные советники, в 1842 году пожалован орденом св. Анны 3-й степени. В 1843 году стал член-корреспондентом Санкт-Петербургской академии наук по Отделению Русского языка и словесности, где занимался составлением русского Словаря музыки. В 1844-50 годах — секретарь Императорской академии художеств. Находясь в этой должности, Резвой активно искал средств для поощрения и развития зарождающегося русского изобразительного искусства.
В 1846 году командирован в крепость Нарву для обозрения на месте существующих там зданий, примечательных своею древностью, и для содействия при составлении полного проекта на исправление происшедших в них повреждений. В 1849 году получил должность полковника в Корпусе инженеров морской строительной части. Тогда же назначен вице-директором Строительного департамента Морского министерства.
Умер 7 (19) сентября 1853 года в Петербурге. Был погребён на кладбище Фарфорового завода; могила уничтожена.

### Занятия живописью
Систематического художественного образования не получил. Выделялся среди любителей того времени исполнением миниатюрных портретов и литографий. Среди его работ портрет А. С. Грибоедова и автопортрет. 19 сентября 1839 года признан почётным «вольным общником» Императорской Академии Художеств как «известный любовью к искусствам и отличным успехом в рисовании и музыке». С 16.12.1843 член-корреспондент Петербургской Академии наук по отделению русского языка и словесности.

### Занятия музыкой
Занимался гармонией у И. Л. Фукса, учился играть на виолончели у Ф. Кнехта. Как музыковед и лексикограф, проделал большую работу по систематизации и унификации русской музыкально-теоретической терминологии. Начало этой работе положил перевод с немецкого языка «Руководства к сочинению музыки» Фукса (СПб., 1830), где Резвой ввёл в обиход русской науки термины «лад» (с нем. — «Tonart»), «вводный тон» (с нем. — «Leitton»), «трезвучие» (с нем. — «Dreiklang») и некоторые другие. В 1835-37 гг. (тт. 1-6) был главным редактором музыкального отдела «Энциклопедического лексикона» А. Плюшара, написал для него статьи «Аккорд», «Ария», «Бас», «Бемоль», «Бекар», «Ведение голосов» и др., где применил термины, выработанные им при переводе пособия Фукса, и расширил другими неологизмами. Ему также принадлежат все объяснения музыкальных терминов в изданном Отделением русского языка и словесности императорской Академии наук «Словаре Русского и церковно-славянского языка».
Как музыкальный критик, писал статьи и рецензии (большей частью, анонимно) в журнал «Отечественные записки», газету «Северная пчела» и др., посвящённые главным образом проблемам музыкального исполнительства. В статье «О сущности музыки» (ОЗ, 1839, № 5) подчёркивал связь композиторского и исполнительского творчества. В статье «Новые издания древних напевов православной церкви» (СП, 1948 № 71) отстаивал приоритет слова над музыкой в «композиторских» произведениях для церкви:

Молитва должна быть не концертом, а молитвою; музыка должна сообразоваться со словом, а не слово с музыкою. Молитва читается или рецитируется, и музыка только тогда может почитаться вполне соответственною, если, подчиняясь условиям просодических форм, не отвлекает от содержания текста, а напротив того способствует к уразумению его.
Резвой также был композитором-любителем. Ему принадлежат инструментальные сочинения — Симфония (1841), канцонетта (1832), Дуэттино (1839).
Как виолончелист-любитель, Резвой устраивал музыкальные вечера, где наряду с ним играли именитые любители музыки, в частности, генералы Шуберт и Шильдер.

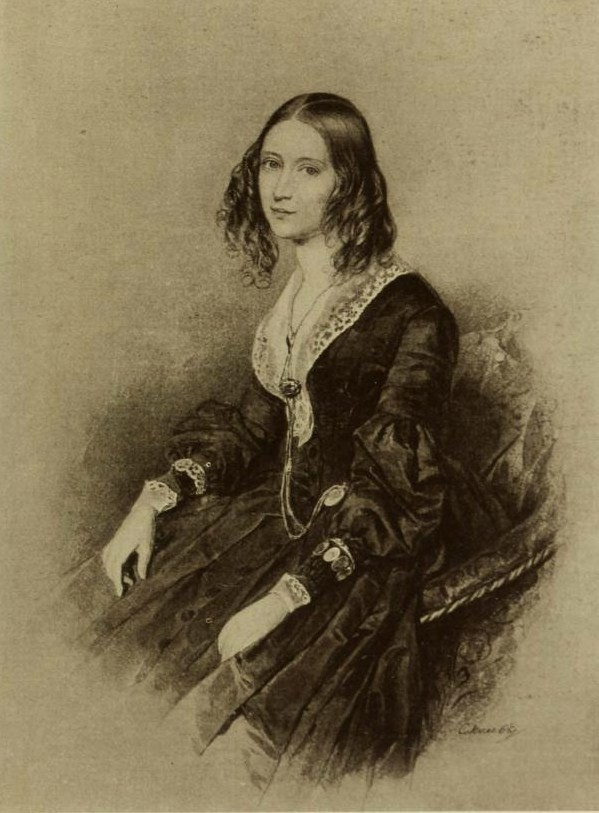
Фанни Александровна, жена

## Семья
Жена — Фанни (Франциска) Александровна Гассинг (30.08.1816—08.03.1846), лютеранка, дочь генерала А. И. Гассинга. Умерла от родильной горячки, похоронена на Смоленском лютеранском кладбище.
Дети — сын Дмитрий (01.02.1842—29.11.1912), генерал от инфантерии, и дочери — Софья (21.09.1840— ?); Ольга (13.01.1843— 09.06.1902; в замужестве Чаплинская), Евгения (01.02.1845— ?) и Серафима (19.02.1846—1885; замужем за Н. Ф. Бардовским).